# Operclipygus sulcistrius
Operclipygus sulcistrius  (лат.) — вид жуков-карапузиков из семейства Histeridae (Histerinae, Exosternini).
Южная Америка: Бразилия. Длина 2,59 мм, ширина 1,68 мм. Цвет красновато-коричневый. Тело овальное с параллельными боками. Мандибулы с крупным базальным зубцом. Типовой вид всего крупного рода Operclipygus (более 170 видов) и после недавней ревизии, проведённой в 2013 году энтомологами Майклом Катерино (Michael S. Caterino) и Алексеем Тищечкиным (Santa Barbara Museum of Natural History, Санта-Барбара, США), в настоящее время включён в видовую группу O. sulcistrius group.